# Christine Niederberger
Christine Niederberger Betton (Bordeus, França-Ciutat de Mèxic, 2001) va ser una arqueòloga francesa. És coneguda especialment per les seves aportacions a l'arqueologia de les cultures precolombines del Preclàssic del Centre de Mèxic i de la regió de Guerrero.

## Primers anys
Christine Niederberger va néixer a Bordeus (França), filla de Roger Betton i Linka Lowczynski. Va iniciar els seus estudis en la École Nationale donis Langues Orientals el 1954 i que va interrompre per motius familiars. Més tard, de 1965 a 1968 es va formar com a arqueòloga a l'Escola Nacional d'Antropologia i Història (ENAH) de Mèxic. Les seves primeres exploracions arqueològiques la van portar a Tlapacoya i, més precisament, al jaciment arqueològic de Zohapilco. Els resultats d'aquestes excavacions van ser publicats en la seva tesi de 1974, titulada Zohapilco. Cinc mil·lennis d'ocupació humana en un lloc lacustre de la Conca de Mèxic. El 1981, Christine Niederberger va obtenir el seu doctorat a l'Escola d'Alts Estudis en Ciències Socials de París. La seva recerca doctoral, dirigida per Jean Guilaine, va ser titulada Paléopaysages and pre-urban archaeology of the basin of Mexico. Aquesta tesi va ser publicada el 1987 pel Centre des Études Mexicains et Centraméricaines (CEMCA).

## Obra
- 1976. Zohapilco. Cinc mil·lennis d'ocupació humana en un lloc lacustre de la Conca de Mèxic, INAH, Col·lecció Científica, Mèxic.
- 1979. Early Sedentary Economy in the Basin of Mexico, Science, pàg. 132-142, American Association for the Advancement of Science, Washington, D. de C.
- 1987. Paléo-paysages et archéologie pré-urbaine du Bassin de Mèxic, Christine Niederberger, Centre d'études mexicaines et centraméricaines (CEMCA), coll. Études Mésoaméricaines, 2 vols, Mèxic.
- 1990. «L'imaginaire collectif et l'art sacré de la Mésoamérique ancienne», taula rodona presidida per J. Soustelle, Exposition Art précolombien du Mexique, Grand Palais, París.
- 1994. «Introducció i presentació de l'obra “Entre llacs i volcans: Chalco-Amecameca passat i present”», en Col·legi Mexiquense (febrer de 1994), UAM-Ixtapalapa, Toluca.
- 1995. «Early Mesoamerica: a senar-diffusionist perspective from Central Highlands and Western Mexico», en Princeton Symposium on the Olmec (16 de desembre de 1995), International Symposium organitzat per The Art Museum, Princeton University en conjunt amb l'exhibició The Olmec World. Ritual & Rulership, Princeton.
- 1996a. «Mesoamerica: Genesis and First Developments», en A. H. Dani i J.-P. Mohen (eds), History of Humanity. Scientific and Cultural Development, II. From the Third Millenium to the Seventh Century BC, UNESCO/Routledge, París/Londres, pàg. 462-475.
- 1996b. «The Basin of Mexico: a Multimillenial Development toward Cultural Complexity», en I. P. Benson i B. de la Font (eds), Olmec Art of Ancient Mexico, National Gallery of Art/H. N. Abrams, Inc., Washington/New York, pàg. 83-93.
- 1996c. «Olmec Horizon Guerrero», en I. P. Benson i B. de la Font (eds), Olmec Art of Ancient Mexico, National Gallery of Art/H. N. Abrams, Inc., Washington/New York, pàg. 95-103.
- 1996d. «Paisatges, economia de subsistència i agrosistemas en Mesomérica a principis del segle XVI», en S. Lombardo i I. Nalda (eds), Temes mesoamericanos, INAH, pàg. 11-50.
- 1997. «An approach to Paleolithic Technology and Art in Middle America», en The Dictionary of Art, MacMillan Publishers, Londres.
- 1998. «Les societats mesoamericanas antigues», en Història d'Amèrica Llatina, I, UNESCO, París, cap. 6.